# Bruno Mineiro (político)
Bruno Manoel Resende (Belém, 27 de março de 1980) é um engenheiro civil e político brasileiro filiado ao União Brasil (UNIÃO). Bruno Mineiro foi Secretário de Estado de Transportes do Amapá. Estudou em escola pública em Tartarugalzinho no interior do Amapá. Formou-se em Engenharia Civil pela Universidade FUMEC (Fundação Mineira de Educação e Cultura), em 2002. Seu pai, Altamir Rezende, foi prefeito de Tartarugalzinho. Foi eleito em 2010 Deputado Estadual, pelo Partido Trabalhista do Brasil (PT do B), com 7.499 votos. No final de 2012 assumiu o cargo de secretário estadual dos Transportes e, no seu retorno ao Parlamento foi convidado a ser candidato ao Governo do Estado do Amapá. Atualmente cumpre mandato de prefeito por Tartarugalzinho, eleito em 2020.

## Vida
Bruno Mineiro nasceu em Belém do Pará e mudou-se com a sua família para o Estado do Amapá. Seus pais, Dona Narcisa e Altamir Rezende vivem no Estado do Amapá há mais de 40 anos. Sempre residiram no interior do Estado, principalmente no município de Tartarugalzinho que fica aproximadamente a 230 Km distante da capital Macapá. Nesse município Bruno Mineiro frequentou escolas públicas. Por motivos de estudos, morou em Belém e depois em Belo Horizonte. Na capital mineira, formou-se em engenharia civil pela Universidade FUMEC. Em sua carreira atuou, principalmente, em obras públicas tais como, escolas pelo interior do estado do Amapá e estádios de futebol, a exemplo do Queirogão, no Laranjal do Jari. Elegeu-se deputado estadual em 2010 (sétimo mais votado) e o mais votado do seu partido (PT do B). Em dezembro de 2010 assumiu o cargo de Secretário Estadual dos Transportes retornando à Assembleia Legislativa do Amapá em abril de 2014.Nesse período, foi sustituído interinamente pelo suplente Jorge Salomão (PROS). O seu pai Altamir Rezende, natural de Belo Horizonte é empresário, foi vereador na época em que o cargo não era remunerado e prefeito de Tartarugalzinho (1995-1999).

## Carreira

### Governo do Estado do Amapá
Em sua gestão na Secretaria de Estado dos Transportes (Setrap) implantou a Central de Informação ao Passageiro (CIP) objetivando aumentar a qualidade do atendimento a população usuária do transporte terrestre e aquaviário do Amapá. De acordo com o Governador Camilo Capiberibe, Bruno Mineiro realizou grandes mudanças em sua gestão no Setrap. A engenheira civil Laura Salime Hage de Souza assumiu a vaga do deputado estadual Bruno Mineiro (PT do B).

### Eleições de 2014
Bruno Mineiro se licenciou, no dia 04 de junho de 2014, do mandato de deputado estadual, para se empenhar na sua candidatura a governador do Estado do Amapá. Na vaga foi empossado o suplente Jorge Salomão do Partido Republicano da Ordem Social (PROS). Na convenção realizada em Macapá, a aliança formada por nove partidos (PR, PROS, PHS, PV, PRB, PSDC, PT do B, PEN e PTN)  reconheceu oficialmente a pré-candidatura do deputado estadual Bruno Mineiro (PT do B) para concorrer ao governo do Amapá nas eleições de 2014. No evento a vereadora Aline Gurgel (PR) foi indicada para compor a vaga de vice-governadora. Neste cenário, o candidato ao pleito aparece como um dos principais candidatos nas eleições ao governo do Estado do Amapá.
Ficou na quarta colocação, com mais de 30 mil votos (7,87%), atrás de Waldez Góes (PDT), que foi eleito, Camilo Capiberibe (PSB) e Lucas Barreto (PSD).Sua coligação elegeu nove deputados estaduais e 2 federais.